# Hellhole (film 2022)
Hellhole (Ostatnia wieczerza) è un film del 2022 diretto da Bartosz M. Kowalski.

## Trama
1957: un prete sta compiendo un rito con lo scopo di assassinare un neonato, tuttavia viene fermato appena in tempo dalla polizia. 1987: Marek, un giovane miliziano, si finge un ecclesiastico in un monastero isolato per cercare di venire a capo ad alcune recenti sparizioni. Dopo aver accettato di farsi perquisire la valigia, ma avendo accuratamente nascosto pistola e altri oggetti in un doppio fondo, di giorno l'uomo finge di seguire la routine del monastero ma di notte esegue delle indagini in autonomia. Scopre che i vari esorcismi a cui aveva assistito erano tutti delle messe in scena, tuttavia iniziano comunque a verificarsi degli eventi strani che lo riguardano, come la caduta di un dente dal quale si libera una mosca.
Mentre la sua indagine continua, l'uomo viene avvicinato da un monaco (Fratello Piotr) che gli rivela come lui stesso abbia provato a scappare in passato ma abbia subito terribili punizioni. Lo ammonisce quindi di non farsi scoprire e lo supplica di aiutare lui e gli altri a scappare. Subito dopo, tuttavia, l'uomo viene rapito dal priore e da un altro monaco, i quali lo legano a un letto e lo costringono ad alimentarsi con uno strano cibo apparentemente di origine animale. Nella notte riesce a liberarsi e, una volta assassinato il monaco che gli faceva da piantone, ricomincia ad esplorare il monastero con lo scopo di fuggire. Si ritrova tuttavia in una stanza in cui giacciono i resti di alcune donne assassinate: proprio qui viene raggiunto da Fratello Piotr, il quale lo convince a seguirlo in un luogo dove potrà scoprire cosa sta accadendo davvero.
Qui l'uomo si ritrova davanti a un testo vecchio di oltre mille anni, il quale parla di un prescelto che sarebbe nato durante l'eclisse e che avrebbe dovuto essere subito ucciso attraverso un pugnale rituale. Secondo il testo, se così non fosse stato, all'età di 30 anni questo prescelto avrebbe potuto eseguire un rito in cui, dopo aver mangiato le carni di sette peccatrici e bevuto il sangue di una innocente, si sarebbe trasformato in un demone che avrebbe dominato il mondo secondo il volere del diavolo. Piotr afferma che gli altri sono convinti che lui sia quel prescelto e che può scappare solo attraverso un tunnel sotterraneo: qui però li attendono gli altri monaci in abiti rituali, i quali immobilizzano Marek per portare a termine il rito.
Piotr indossa anche lui il suo abito rituale e il priore spiega a Marek come in realtà loro credano che il diavolo e Dio siano alleati e che il rito che stiano per compiere serva per punire gli uomini per la loro malvagità, oltre a rendere loro stessi apostoli del diavolo e quindi anche loro dominatori del mondo. I monaci gli spiegano inoltre che quel luogo è un punto di contatto con l'inferno: in particolare il pozzo lì presente è un'entrata per tale luogo. Viene quindi sgozzata una ragazza vergine: il suo sangue viene raccolto in una coppa e Marek viene costretto a berlo. I monaci completano successivamente il rito, tuttavia non succede niente: Piotr decide allora di uccidere Marek per evitare che qualcuno possa trovarlo lì e scoprire cos'è successo. I monaci tornano alle loro vite come se nulla fosse.
Quella notte, il priore si ubriaca e Piotr, da tempo nominato suo vice, lo uccide in maniera tale che la sua morte sembri naturale e ne assume l'incarico. Il giorno successivo, proprio mentre il nuovo priore sta celebrando le esequie del predecessore, Marek si risveglia e inizia la sua metamorfosi in demone: i monaci avrebbero soltanto dovuto attendere alcune ore. Il demone si vendica uccidendo Piotr e trasformando il suo corpo in uno sciame di mosche davanti agli occhi dei suoi sottoposti, dopo di che si rivela e li immobilizza attraverso un terribile urlo. Una volta che i numerosi monaci non possono più scappare, il demone Marek riserva loro la stessa fine di Piotr, dopo di che si appresta a dominare il mondo.

## Distribuzione
Il film è stato distribuito sulla piattaforma Netflix a partire dal 26 ottobre 2022.

## Accoglienza
Sull'aggregatore Rotten Tomatoes il film riceve il 67% delle recensioni professionali positive con un voto medio di 5,8 su 10 basato su 5 critiche.